# ماك أو إس تاهو
ماك أو إس تاهو (الإصدار 26) (بالإنجليزية: macOS Tahoe) هو الإصدار الرئيسي الثاني والعشرون القادم من نظام تشغيل ماك أو إس من أبل. يُعدّ هذا النظام خليفةً لنظام ماك أو إس سيكويا (ماك أو إس 15)، وقد أُعلن عنه لأول مرة في مؤتمر أبل العالمي للمطورين 2025 في 9 يونيو 2025، مع إصدار أول نسخة تجريبية للمطورين في اليوم نفسه. وتماشيًا مع عادة أبل في تسمية إصدارات ماك أو إس بأسماء معالم كاليفورنيا، سُمّي النظام باسم بحيرة تاهو، وهي بحيرة تقع على الحدود بين كاليفورنيا ونيفادا.
سيكون تاهو هو الإصدار الأخير من نظام ماك أو إس الذي يدعم أجهزة ماك المزودة بمعالجات إنتل، مع دعم يقتصر بشكل أكبر على طرز آي ماك وماك بوك برو وماك برو المحددة؛ ستدعم جميع الإصدارات المستقبلية معالجات أبل سيليكون فقط.

## الأجهزة المدعومة
يدعم ماك أو إس تاهو جميع أجهزة Mac التي تستخدم أبل سيليكون وبعض الأجهزة التي تستخدم معالجات Intel من الجيل التاسع كوفي ليك ريفريش، والجيل العاشر آي ليك وكومت ليت، ومعالجات زيون المستندة إلى كاسكيد ليك، بما في ذلك:
- ماك بوك آير (M1، 2020) أو أحدث
- ماك بوك برو (13 بوصة، 2020، أربعة منافذ منفذ الصاعقة 3) أو أحدث
- ماك بوك برو (14 بوصة، 2021) أو أحدث
- ماك بوك برو (16 بوصة، 2019) أو أحدث
- ماك ميني (M1، 2020) أو أحدث
- آي ماك (2020) أو أحدث
- ماك برو (2019) أو أحدث
- جميع موديلات ماك ستوديو

## تاريخ الإصدار
|  | الإصدار السابق |  | الإصدار الحالي |  | الإصدار التجريبي الحالي |  | استجابة الأمان |

| الإصدار               | البُنية   | تاريخ الإصدار | إصدار داروين                                                             |
| --------------------- | -------- | ------------- | ------------------------------------------------------------------------ |
| 26.0 بيتا 1           | 25A5279m | 9 يونيو 2025  | 25.0.0 xnu-12377.0.81.0.3~308 الجمعة 30 مايو 2025، 19:29:53 بتوقيت PDT   |
| 26.0 بيتا 2           | 25A5295e | 23 يونيو 2025 | 25.0.0 xnu-12377.0.122.0.1~120 الجمعة 17 يونيو 2025، 00:08:05 بتوقيت PDT |
| 26.0 بيتا 3           | 25A5306g | 7 يوليو 2025  | 25.0.0 xnu-12377.0.132.0.2~69 الاثنين 30 يونيو 2025، 22:07:51 بتوقيت PDT |
| 26.0 بيتا 4[ملاحظة 1] | 25A5316i | 22 يوليو 2025 | 25.0.0 xnu-12377.0.154.0.2~26 الجمعة 11 يوليو 2025، 23:58:42 بتوقيت PDT  |
| 26.0 بيتا عامة 1      | 25A5316i | 24 يوليو 2025 | 25.0.0 xnu-12377.0.154.0.2~26 الجمعة 11 يوليو 2025، 23:58:42 بتوقيت PDT  |
| 26.0 بيتا 5           | 25A5327h | 5 أغسطس 2025  | 25.0.0 xnu-12377.0.187.0.2~21 الجمعة 25 يوليو 2025، 23:19:02 بتوقيت PDT  |
| 26.0 بيتا عامة 2      | 25A5327h | 7 أغسطس 2025  | 25.0.0 xnu-12377.0.187.0.2~21 الجمعة 25 يوليو 2025، 23:19:02 بتوقيت PDT  |
| 26.0 بيتا 6           | 25A5338b | 11 أغسطس 2025 | 25.0.0 xnu-12377.1.6~5 الثلاثاء 5 أغسطس 2025، 22:43:34 بتوقيت PDT        |

## الملاحظات
[ملاحظة 1]. ^ تم إصداره في 21 يوليو باسم «بيتا عامة 1»، ثم سُحب بعد وقت قصير.